# Политическая система Суринама
Современный Суринам — парламентская представительная демократическая республика. Президент Суринама является главой государства и главой правительства, избирается по мажоритарной и многопартийной системе. Исполнительную власть осуществляет правительство. Правительство Суринама находится в зависимости от парламента. Законодательная власть принадлежит как правительству, так и Национальной ассамблее. Судебная власть независима от исполнительной и законодательной.

## Исполнительная власть
Исполнительную власть осуществляет президент, который избирается квалифицированным большинством депутатов Национальной Ассамблеи на пятилетний срок. Вице-президент, как правило, избирается одновременно с президентом и также на пятилетний срок. В качестве главы правительства, президент назначает Кабинет министров.
15 членов Государственного консультативного совета консультируют президента в политике. Кабинет министров назначается президентом.

## Законодательная власть

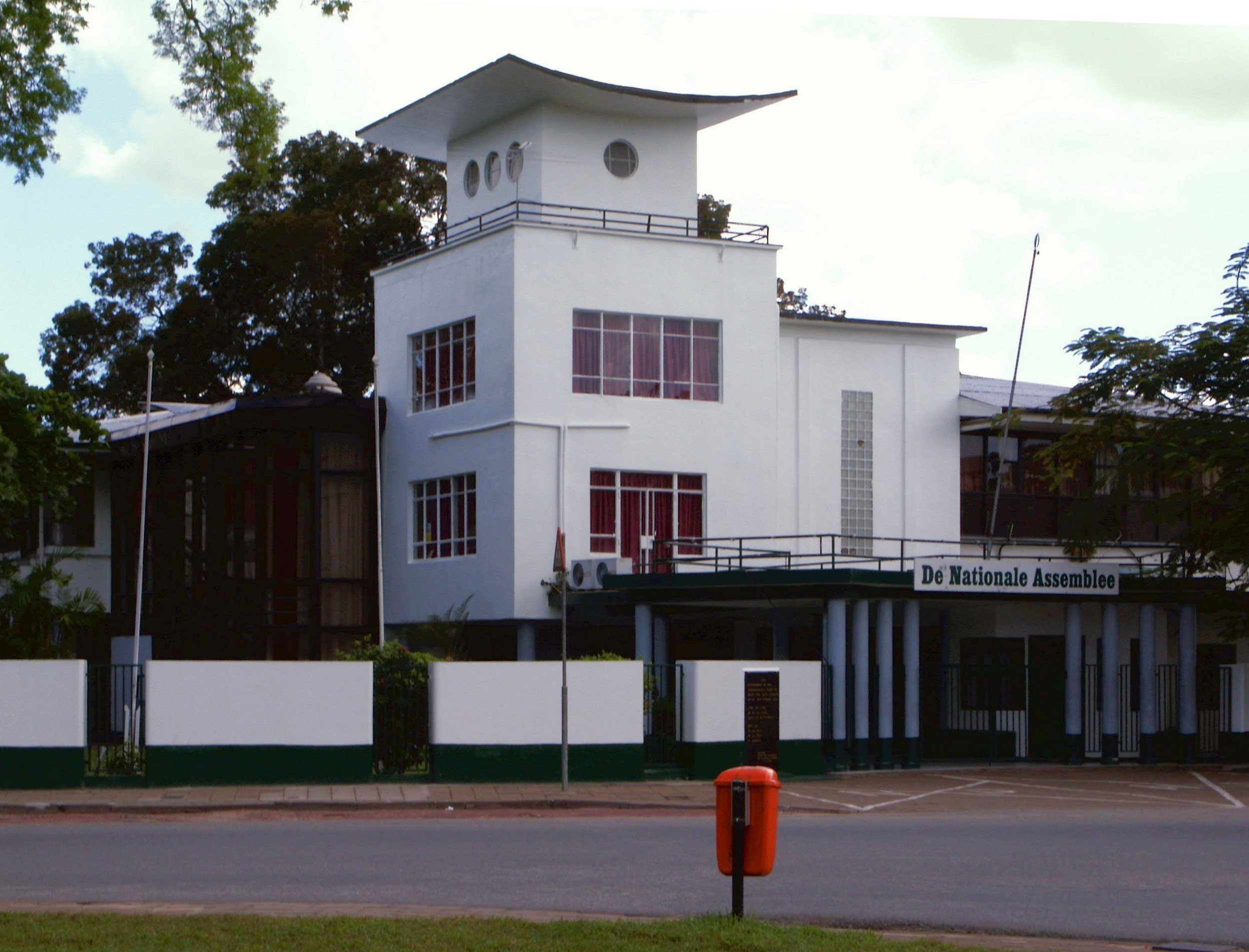
Национальная ассамблея Суринама

Законодательную ветвь власти формирует 51 депутат однопалатной Национальной ассамблеи; депутаты также избираются всенародным голосованием на пятилетний срок.

## Политические партии и выборы
Суринам выбирает на национальном уровне главу государства — президента, и законодательный орган. Президент избирается на пятилетний срок коллегией выборщиков на основе парламента. Национальную ассамблею (нидерл. De Nationale Assemblée) формирует 51 депутат, избираемый каждые пять лет согласно пропорциональной избирательной системе.

## Судебная власть
Судебную власть возглавляет Верховный Суд, контролирующий мировые суды. Судьи Верховного Суда назначаются пожизненно президентом после предварительной консультации с Национальной ассамблеей, Государственным консультативным советом и адвокатской группой.

## Административное деление
Страна поделена на десять административных округов, руководитель каждого округа назначается президентом. (Брокопондо, Коммевейне, Корони, Маровийне, Никера, пункт, Парамарибо, Сарамакка, Сипаливини, Ваника)